# Henriëtte Geertruida Knip
 (juin 2025).
Henriëtte Geertruida Knip, née le 19 juillet 1783 à Tilbourg et morte le 29 mai 1842 à Haarlem, est une peintre et aquarelliste.

## Biographie
Henriëtte Geertruida Knip naît le 19 juillet 1783 à Tilbourg. Elle est la sœur d'Auguste Joseph Knip. Elle étudie auprès de G. van Spaendonck à Paris et Van Daël. Ses œuvres sont exposées en France, en Allemagne, en Flandre, à Amsterdam et à La Haye.
Henriëtte Geertruida Knip meurt le 29 mai 1842 à Haarlem.